# Коссовский, Владимир
Владимир Коссовский (настоящие имя и фамилия Нохим-Мендл Левинсон или  Мендель Яковлевич Левинсон; 1867, Динабург, Российская Империя — 1941, Нью-Йорк, США) — российский политический деятель, один из основателей Бунда.
Учился в ковенской гимназии, примкнул к движению нардовольцев. После переселения в Вильну, вступил в 1895 году в еврейский социал-демократический кружок. Делегат учредительного съезда Бунда (1897), избран членом ЦК. В 1898 году арестован и три года провёл в тюрьме. Бежав за границу, принял участие в Интернациональном социалистическом конгрессе (1900). В 1905 году вернулся в Россию и возглавил редакцию легальной бундовской газеты «Фолксцайтунг», но в 1907 году вновь был вынужден эмигрировать.
С 1930 по 1939 год проживал в Варшаве. 